# Shane Dawson
Shane Dawson, egentligen Shane Lee Yaw, född 19 juli 1988 i Long Beach, Kalifornien, är en amerikansk youtubekändis, regissör, skådespelare, komiker och vloggare.[källa behövs]

## Youtube
Shane Dawson äger tre kända youtubekanaler. På ShaneDawsonTV (hans huvudkanal, registrerad 10 april 2008) lägger han främst upp sina komedier, parodier och sketcher. På sin andra kanal ShaneDawsonTV2 (registrerad 3 april 2009) laddar han främst upp extramaterial till filmerna på hans huvudkanal men även andra saker såsom FAQ. Kanalen har dock varit inaktiv sedan april 2013. Den finns fortfarande kvar, men heter idag Human Emoji.  Även på den tredje kanalen shane (även kallad hans Iphonekanal) laddar han upp vloggar, men dessa är ofta i sämre kvalité eftersom de är filmade med mobilkamera. Trots att denna kanal är registrerad 21 september 2005 har han inte haft den så länge, eftersom Youtube lät honom ta över någon annans kanal, då denna person inte använde den.

## Privatliv
Den 19 mars 2019 förlovade sig Shane Dawson med Ryland Adams.
I juni 2020 blev Shane Dawson hårt kritiserad för tidigare kontroversiella skämt på sin kanal, som bland annat innehållit rasistiska referenser. Han svarade då med en tjugo minuter lång video på sin kanal vid namn "Taking Accountability" där han bad om ursäkt och svarade på kritiken. Den 29 juni 2020 meddelade Target Corporation att man slutar sälja hans båda böcker, I Hate Myselfie och It Gets Worse, och ett dygn senare meddelade också YouTube att man avslutar allt samarbete med honom och slutar intäktsgenerera hans kanal.